# Machimus thoracicus
Machimus thoracicus är en tvåvingeart som först beskrevs av Friedrich Hermann Loew 1849.  Machimus thoracicus ingår i släktet Machimus och familjen rovflugor. Inga underarter finns listade i Catalogue of Life.